# Cosmocomoidea kikimora
Cosmocomoidea kikimora  (лат.) — вид хальцидоидных наездников рода Cosmocomoidea из семейства Mymaridae.

## Распространение
Россия (Приморский край) и Китай: провинции Чжэцзян и Хубэй (Yingshan; Tao Hua Chong National Forest Park, Wujiashan National Forest Park).

## Описание
Мелкие хальциноидные наездники. Длина от 0,95 до 1,37 мм. Основная окраска тела от коричневого до тёмно-коричневого; голова и мезосома тёмно-коричневые; скапус усика, педицель и брюшко коричневые; ноги от светло- до тёмно-коричневого.
Грудь немного длиннее брюшка. Длина яйцеклада составляет от 0,6 до 0,9 от длины брюшка. Усики 12-члениковые у самок и 13-члениковые у самцов (половой диморфизм). Лапки состоят из 5 сегментов. Четыре перепончатых крыла (задняя пара меньше передней) с полностью редуцированным жилкованием. Брюшко стебельчатое. От близких видов отличается короткими и широкими члениками жгутика усика. Длина переднего крыла в 2,65 — 3,1 раза больше своей ширины. Предположительно, как и другие виды своего рода паразитируют на цикадках из семейства Cicadellidae. Вид был впервые описан в 2013 году энтомологом Сергеем Владимировичем Тряпицыным (Entomology Research Museum, Department of Entomology, Калифорнийский университет в Риверсайде, Калифорния, США) по типовому материалу (самке) из села Горно-Таёжного (Уссурийский район). Видовое название происходит от имени кикиморы, сказочного персонажа русской мифологии.